# کهکشان سی‌دی

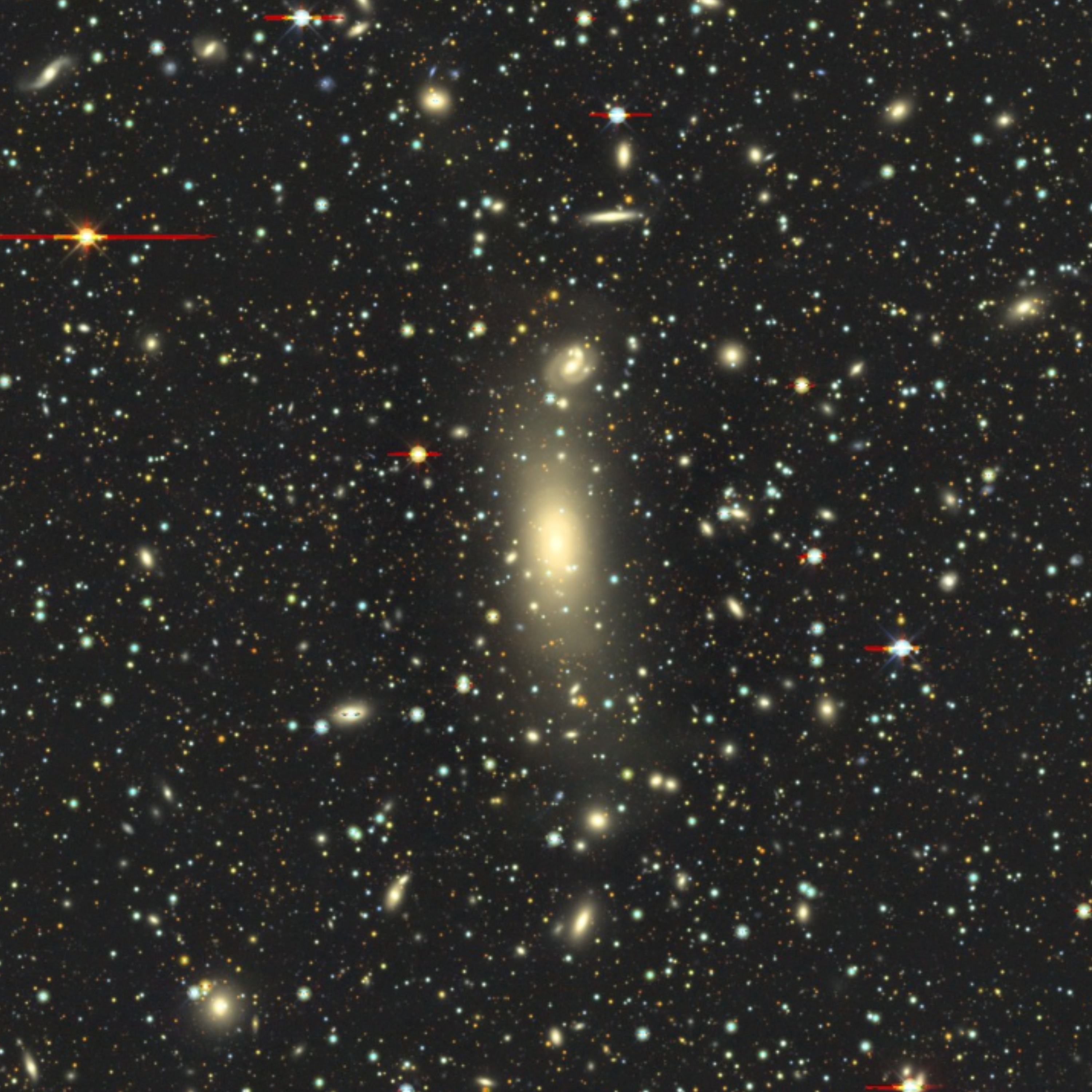
اسو ۷۶-۳۸۳ within the Abell 3571 cluster, تصویر توسط ابزار طیف‌سنجی انرژی تاریک در ۲۰۱۹

کهکشان سی‌دی یا کهکشان نوع سی‌دی (انگلیسی: Type-cD galaxy) یا cD cD) و، یک طبقه‌بندی مورفولوژیکی کهکشان، زیرگروهی از کهکشان‌های بیضی غول پیکر نوع دی است. ویژگی مشخص این کهکشان‌ها وجود هاله بزرگی از ستارگان است که آنها را می‌توان در نزدیکی مراکز برخی از خوشه‌های کهکشانی غنی یافت. آنها همچنین به عنوان بیضی‌های ابرغول یا کهکشان‌های غالب مرکزی هم شناخته می‌شوند.